# Vaubercey
Vaubercey est un ancien bourg attesté depuis le XIIe siècle. Il est absorbé avant 1716 par la commune de Blaincourt-sur-Aube.

## Géographie
La commune est à 31 kilomètres de Troyes, à 28 kilomètres de Bar-sur-Aube et à 8 kilomètres de Brienne-le-Château.
Elle est située sur le penchant d'un coteau et le village est bâti sur la rive gauche de l'Aube.
Elle fait de nos jours partie de Blaincourt-sur-Aube, qui est situé dans le Parc Naturel Régional de la Forêt d'Orient.

## Étymologie
L'origine du nom Vaubercey remonte à l'époque franque. Valdo Beretus, écrit Valdeberlus dans la chronique de Frédégaire, signifierait « brillant par la lumière ». Valdebertiacus voudrait dire : Propriété de Valdebertus.

## Histoire
L'ancien hameau de Vaubercey (partie nord du bourg) a été rattachée à Blaincourt (partie sud du bourg). C'est un ancien fief seigneurial, avec château mentionné en 1173 sous le nom de Vatiberce, qui faisait partie du comté de Brienne.
À partir de 1716, Vaubercey n'est plus mentionné pour l’impôt de la taille et est complètement incorporé à Blaincourt.

## Lieux et monuments
- Eglise du XVIe siècle (mais plusieurs restaurations modernes), placée sous le vocable de Saint Loup.
- Un bac semble avoir existé sur l'Aube depuis l'époque franque, au dessus du gué actuel, dans l'endroit occupé par le pont[1].
- Les moines de l'abbaye de Basse-Fontaine semblent avoir possédé un moulin à Vaubercey pendant les XIIe et XIIIe siècles[1].
- En 1711, le seigneur de Blaincourt possédait à Vaubercey un pressoir non affermé[1].